# Nemaschema parteflavoantennatum
Nemaschema parteflavoantennatum là một loài bọ cánh cứng trong họ Cerambycidae.